# Isetan
Isetan (in lingua giapponese 伊勢丹) è un grande magazzino giapponese, con sede a Shinjuku, Tokyo. Ha filiali in tutto il Giappone e nel sud-est asiatico, tra cui Bangkok, Jinan, Kuala Lumpur, Selangor, Shanghai, Singapore e Tianjin. Precedentemente ne aveva anche ad Hong Kong, Kaohsiung, Londra e Vienna.